# 贝赫达德·萨利米

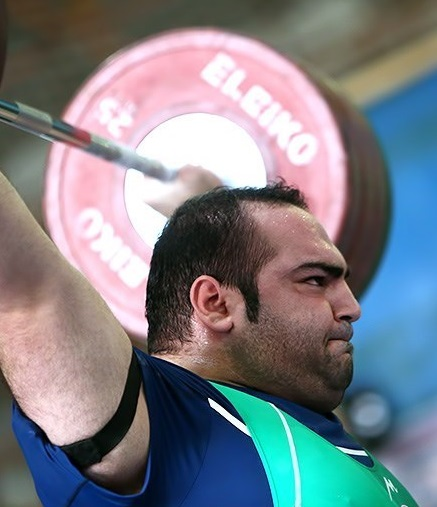
贝赫达德·萨利米-库尔达西亚比

贝赫达德·萨利米·库尔达西亚比（波斯語：بهداد سلیمی كردآسیابی，1989年12月8日—）是一名伊朗举重运动员，身高1.9米。2010年，在广州亚运会中以440千克夺得男子105公斤以上级举重冠军。2012年，在伦敦奥运会中以455千克夺得男子105公斤以上级冠军。